# Коронаційне (яйце Фаберже)
«Коронаційне» великоднє яйце — найвідоміший і прославлений виріб ювелірної фірми Карла Фаберже. Виготовлене на замовлення російського імператора Миколи II на честь святкувань, пов'язаних із коронацією імператора Миколая II і імператриці Олександри Федорівни, які почались з урочистого в'їзду імператорського подружжя до Москви 9 травня 1896 року. Було подароване Олександрі Федорівні на Великдень 1897 року.

## Дизайн
«Коронаційне» яйце покрите прозорою зеленувато-жовтою емаллю, через яку просвічує золота гільйошована променистими ромбами поверхня; поверх емалі — накладна трельяжна сітка із золотого лаврового листя, на перехрестях сітки — двоголові орли із чорної емалі. Цей орнамент подібний золототканим мантіям з вишитими імператорськими орлами. 
На верхньому кінці яйця укріплений великий діамант, під ним — монограма імператриці Олександри Федорівни на білому емалевому тлі, інкрустована діамантами і рубінами. З іншого кінця яйця — чашечка квітки з тонким гравірованим листям. Посередині чашечки укріплений великий алмаз, крізь який видно дату «1897», виконану чорною емаллю по білій емалі.

### Сюрприз
У внутрішньому, вкритому оксамитом прямокутному відділенні яйця, міститься сюрприз — точна мініатюрна копія карети.

## Історія
«Коронаційне» яйце зберігалось в кімнаті імператриці в Зимовому палаці в вітрині кутової шафи.  У 1909 році воно було докладно описане доглядачем імператорської резиденції М. Диметньєвим. Він зазначав, що яйце було поміщене на срібній позолоченій підставці. Всередині воно оздоблене білим оксамитом, яке слугувало гніздом для моделі імператорської карети. Також ретельно були описані сюрприз яйця, окремий скляний футляр і підвіска із жовтого діаманта грушоподібної форми, який висів всередині карети:
|  | Карета-сюрприз поміщена на прямокутну плитку із жадеїту, обрамлену сріблом з позолотою. Сюрприз на підставці — в прямокутному скляному футлярі, обрамленому позолоченим сріблом. Позолочені срібні імператорські корони розміщені в кожному із чотирьох кутів футляра |

У 1917 році яйце було конфісковане Тимчасовим урядом. Разом із іншими скарбами, вивезеними із палацу Анічкова, було розміщене в Кремлі, а пізніше передане в Раднарком для продажу. У 1927 році яйце було продане через контору «Антикваріат» дилеру Емануїлу Сноумену, який у 1934 році через свою лондонську фірму «Вартскі» продав виріб Фаберже Чарлзу Парсону. У 1945 році воно було знову придбане фірмою «Вартскі» і у 1979 році продане Малькому Форбсу за $2,160,000 разом з яйцем «Конвалії».